# Römisch-katholische Kathedrale von Saratow

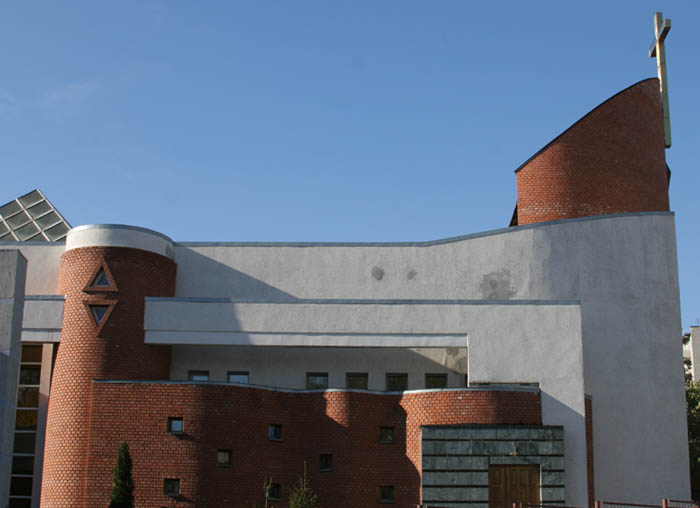
Kathedral- und Pfarrkirche St. Peter und Paul in Saratow

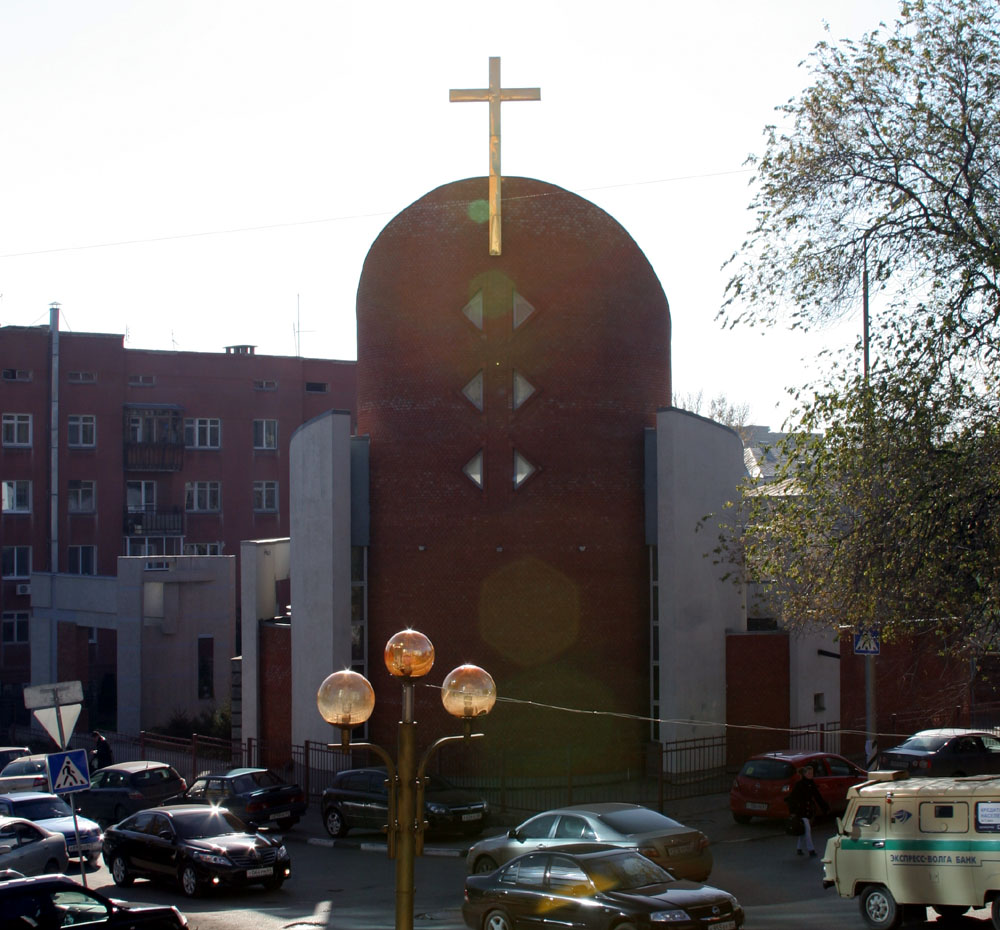
Apsisturm

Die römisch-katholische Kathedrale von Saratow mit dem Patrozinium St. Peter und Paul (russisch Собор Святых Апостолов Петра и Павла) ist die Bischofskirche des katholischen Bistums Saratow in Saratow und die Pfarrkirche der Ortsgemeinde. Sie wurde am 15. Oktober 2000 in Anwesenheit des Apostolischen Nuntius Georg Zur durch Bischof Clemens Pickel geweiht.

## Geschichte

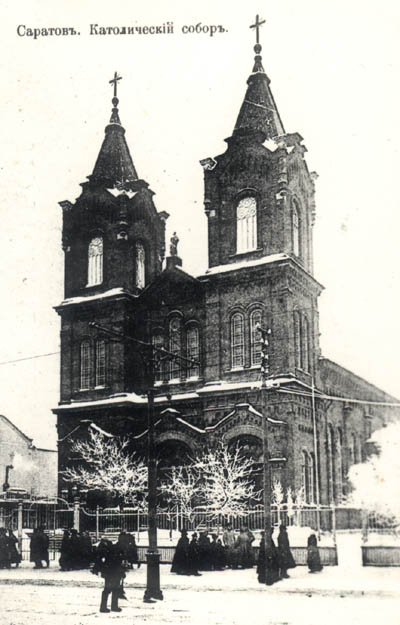
Die alte Kathedrale St. Clemens,
heute Kino Pionier

Durch die Siedlungspolitik Katharinas der Großen kamen im 18. Jahrhundert viele Katholiken aus Deutschland ins Wolga- und Schwarzmeergebiet. 1805 entstand in Saratow die erste katholische Kirche mit Schule. 1848 wurde das Bistum Tiraspol mit Sitz in Saratow gegründet. 1882 war die doppeltürmige  neuromanische Kathedrale vollendet. Sie erhielt das Patrozinium des heiligen Clemens, der der Legende nach im Schwarzen Meer den Märtyrertod erlitt. Clemens von Rom ist auch Patron des heutigen Bistums Saratow.
Im Zuge des Stalinismus wurde die alte Kathedrale 1936 in ein Kino umgewandelt, das heute noch existiert. Nach dem Angriff Deutschlands auf die Sowjetunion 1941 wurden viele Wolga- und Schwarzmeerdeutsche zunächst nach Deutschland, später nach Sibirien und Kasachstan deportiert, andere kamen durch Krieg und Hunger um. Das riesige südrussische Bistum umfasst heute nur etwas mehr als 20.000 Katholiken, die Saratower Gemeinde nur wenige hundert, darunter auch viele polnischstämmige Mitglieder.
Um 1990 begann ein neues Gemeindeleben in Saratow und Engels, zunächst mit Treffen in Wohnungen. 1992 kam ein Priester auf Dauer nach Saratow; die heiligen Messen fanden zunächst weiter in Privaträumen, ab 1995 in einer provisorischen Kapelle gegenüber der ehemaligen Kathedrale statt. Im selben Jahr konnte das Grundstück für die neue Bischofs- und Pfarrkirche gekauft werden. 1999 errichtete der Heilige Stuhl aus dem Großteil des alten Bistums Tiraspol die Apostolische Administratur des europäischen Südrussland, die 2002 zum Bistum St. Clemens in Saratow erhoben wurde. Dessen Kathedrale wurde die 2000 vollendete St.-Peter-und-Pauls-Kirche.

## Architektur
St. Peter und Paul ist aus rotem Backstein und grauweißem Sichtbeton errichtet. Runde, wellenförmige und kubische Bauteile sind ineinander verschachtelt. Die Apsis, in der sich der Altar befindet, setzt sich über das Langhausdach hinaus als Rundturm fort, dessen abgeschrägtes Dach an der höchsten Stelle ein Kreuz trägt.